# Sciapus flavicornis
Sciapus flavicornis är en tvåvingeart som först beskrevs av Aldrich 1896.  Sciapus flavicornis ingår i släktet Sciapus och familjen styltflugor. Inga underarter finns listade i Catalogue of Life.